# 計量記譜法

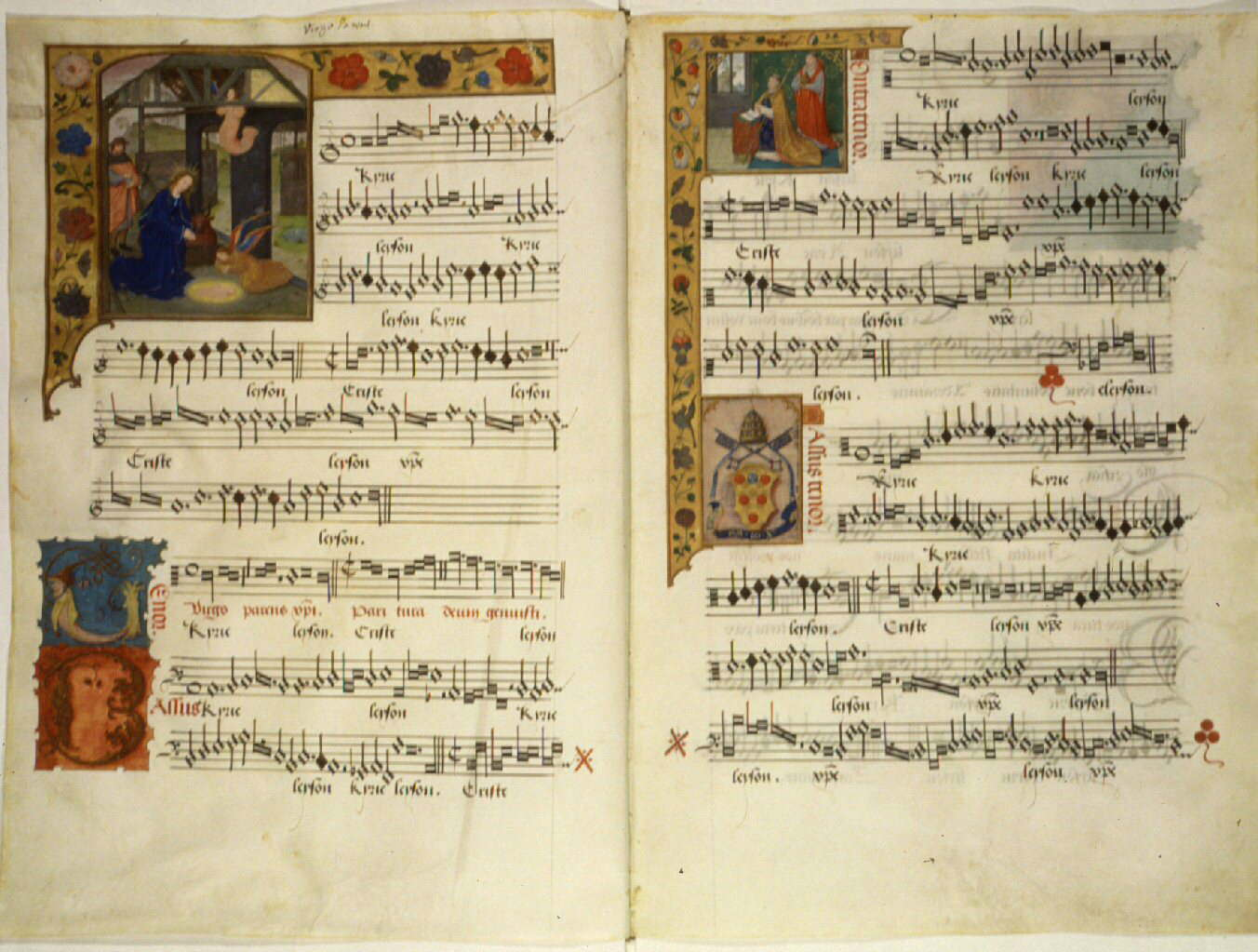
定量記譜法による1510年代の写本聖歌集（バチカン図書館 160）。ジャック・バルビロー作「ミサ・ヴィルゴ・パレンス・クリスティ」の冒頭部分。

バルビローのキリエ「キリストよ、憐れみたまえ」の上声部（左ページの4～6行目を参照）を定量記譜法と現代の記譜法で書いたもの。

計量記譜法（けいりょうきふほう、英: Mensural notation）はケルンのフランコによって1280年頃に開発された西洋音楽のための記譜法。定量記譜法とも呼ばれる。「定量」とは、正確なリズムの長さを音価間の比率で定めるこの記譜法の機能を指している。計量記譜法は、リズムが明確ではないグレゴリオ聖歌に対して、リズム的に定義された当時のポリフォニックな音楽を指していた、ムジカ・メンストラータ（定量音楽）やカントゥス・メンスラビリス（測定可能な聖歌）といった、中世の理論家たちが使っていた用語に由来している。主に声楽のポリフォニーの伝統を受け継ぐ作曲に用いられたが、単旋律聖歌（プレインチャント）では、独自の古い記譜法であるネウマ譜が、この時代を通して用いられた。これらに加えて、もっぱら器楽曲の中には、楽器に固有の様々な形式のタブラチュア記譜法で書かれたものもある。
計量記譜法は、1200年頃にフランスで開発された、一定の反復パターンでリズムを記譜する、いわゆるリズミック・モードから発展したものである。初期の記譜法は、ケルンのフランコによる論文アルス・カントゥス・メンスラビリス（1280）に初めて記述され、体系化された。より複雑なリズムを可能にするこのシステムは、14世紀のアルス・ノーヴァの様式運動とともにフランスに導入され、14世紀のイタリア音楽であるトレチェント音楽は、やや異なる独自のシステムを発展させた。1400年頃、フランス式記譜法はヨーロッパ全土で採用され、15～16世紀のルネサンス音楽の標準的な記譜法となった。17世紀にかけて、計量記譜法は徐々に近代的な小節記譜法へと進化していった。

## 概要
9世紀にネウマ譜の原型ができたものの、音の長さを完全に記譜することはできなかった。これに注目したケルンのフランコは、1270年代から計量記譜法の発明を進め、1280年に一応の完成を見た。この画期的な発明にほとんどの作曲家が参入したことで、西洋音楽は音の長さを固定し、なおかつどの音で歌われたのかが正確に読み取れるようになったのである。

## 音価
| 名称                          | 名称 | 世紀                                                            | 世紀                                                            | 世紀                                                                                             | 世紀                                                       |
| 名称                          | 名称 | 13th                                                            | 14th                                                            | 15th                                                                                             | 17th                                                       |
| ----------------------------- | ---- | --------------------------------------------------------------- | --------------------------------------------------------------- | ------------------------------------------------------------------------------------------------ | ---------------------------------------------------------- |
| マキシマ (Maxima)             | Mx   | elongated black rectangle with a descending stroke on the right | elongated black rectangle with a descending stroke on the right | elongated hollow rectangle with a descending stroke on the right                                 |                                                            |
| ロンガ (Longa)                | L    | black square with a descending stroke on the right              | black square with a descending stroke on the right              | hollow square with a descending stroke on the right                                              |                                                            |
| ブレーヴィス (Brevis)         | B    | black square                                                    | black square                                                    | hollow square                                                                                    | hollow ellipsis with straight vertical strokes on the side |
| セミブレーヴィス (Semibrevis) | Sb   | black lozenge                                                   | black lozenge                                                   | hollow lozenge                                                                                   | hollow ellipsis                                            |
| ミニマ (Minima)               | Mn   |                                                                 | black lozenge with upward stem                                  | hollow lozenge with upward stem                                                                  | hollow ellipsis with upward stem                           |
| セミミニマ (Semiminima)       | Sm   |                                                                 | black lozenge with upward stem and flag                         | black lozenge with upward stem · hollow lozenge with upward stem and flag                        | black ellipsis with upward stem                            |
| フーサ (Fusa)                 | F    |                                                                 | black lozenge with upward stem and double flag                  | black lozenge with upward stem and single flag · hollow lozenge with upward stem and double flag | black ellipsis with upward stem and single flag            |
| セミフーサ (Semifusa)         | Sf   |                                                                 |                                                                 | black lozenge with upward stem and double flag                                                   | black ellipsis with upward stem and double flag            |

計量記譜法で使用される音符の種類は、現代の記譜法と対応している。計量音符のブレーヴィスは、名目上、現代の倍全音符の祖先である。同様に、セミブレーヴィスは全音符、ミニマは二分音符、セミミニマは四分音符、フーサは八分音符に対応する。ごくまれに、計量記譜法では、セミフーサ（十六分音符に相当）などのさらに小さな単位が使用されることもある。また、ロンガとマキシマという2つの大きな音符もあったが、現在は使用されていない。
このような名目上の等価性にもかかわらず、各音符の音価は、現代の対応する音符よりもはるかに短かった。14世紀から16世紀にかけて、作曲家たちはリズムの時間的区分をより小さくするために新しい音形を繰り返し導入し、古い長い音符はそれに比例して遅くなった。長音符と短音符の基本的な拍子関係は、13世紀のロンガとブレーヴィスから、14世紀のブレーヴィスとセミブレーヴィス、15世紀末のセミブレーヴィスとミニマ、そして最終的に、現代の記譜法ではミニマとセミミニマ（すなわち、二分音符と四分音符）へと変化した。このように、元々はあらゆる音価の中で最も短い音符であったセミブレーヴィスが、今日日常的に使われる最も長い音符、全音符になった。
もともとは、すべての音符は黒く塗りつぶされた形で書かれていた（黒符計量記譜法）。15世紀半ばになると、写字生は音符の形を白抜きにしたもの（白符計量記譜法）を使うようになり、黒い音符の形は最小の音価にのみ使われるようになった。この変化は、最も一般的な筆記具が羊皮紙から紙に変わったことが要因であるとされる。

### 休符
| 音価 | 定量記譜法                                                  | 現代                                               |
| ---- | ----------------------------------------------------------- | -------------------------------------------------- |
| Mx   | or                                                          | two black blocks each across two staff spaces      |
| L    | or                                                          | black block across two staff spaces                |
| B    | single vertical stroke across one staff space               | black block of one staff space height              |
| Sb   | single vertical stroke across upper half of one staff space | black rectangle in upper half of staff space       |
| Mn   | single vertical stroke across lower half of one staff space | black rectangle in lower half of staff space       |
| Sm   | small hook pointing to the right                            | modern quarter rest                                |
| F    | small hook pointing to the left                             | short vertical stroke with flag to the left        |
| Sf   | small hook with two strokes to the left                     | short vertical stroke with double flag to the left |

音符と同様、計量記譜法における休符記号の形は、すでに現代のものと類似している（計量記譜法の時代には、より小さな値が順次導入された）。大きな音価の休符記号は、時間的な長さを反映する明確な視覚的論理を持っていた。長音符については、長音符が不完全（2つのブレーヴィスの長さ）か完全かによって視覚的に区別された。従って、その記号はそれぞれブレーヴィスの2倍または3倍の長さであり、セミブレーヴィスはその半分の長さである。マキシマ休符は、2つまたは3つのロンガ休符を組み合わせたグループである。いくつかのロンガ休符が互いに続いている場合、それらの2つまたは3つのグループは、それらが完全または不完全なマキシマ単位にグループ化されることになっているかを示すために、同じ五線譜の線上に一緒に書かれた。(マキシマ休符とロンガ休符の現代的な形は、伝統的な複数小節の休符での使用を指している)。

### リガトゥーラ
| 音価  | proprietas perfectio   | 下行 | 上行 |
| ----- | ---------------------- | ---- | ---- |
| B–L   | cum propr. cum perf.   |      |      |
| L–L   | sine propr. cum perf.  |      |      |
| B–B   | cum propr. sine perf.  |      |      |
| L–B   | sine propr. sine perf. |      |      |
| Sb–Sb | cum opposita p.        |      |      |

| 最後のL     |
| 最後のB     |
| 最初のL     |
| 最初のB     |
| 最後でないL |
| マキシマ    |

リガトゥーラは一緒に書かれた音符のグループであり、通常は複数の音符にわたって同じ音節をメリスマ的に歌うことを示す。リガトゥーラはセミブレーヴィス以降の大きな音価に対してのみ存在する。計量記譜法におけるそれらの使用は、初期のリズミック・モードからの名残であり、そのリズミカルな意味の一部を継承している。

15世紀初頭の楽譜。上段は、すべてリガトゥーラで記譜され、複数の音符の組み合わせが示されている。セミブレーヴィスは青、ブレーヴィスは赤、ロンガは緑で強調されている。下段は、同じ楽譜を単独の音符で書き直したもの。

## 音高記譜
計量記譜法におけるリズムの記譜規則は多くの点で現代の記譜法とは異なっていたが、ピッチの記譜法はすでにほぼ同じ原則に従っていた。しかし、臨時記号の使い方は現代の慣習とは大きく異なる。

### 音部記号

音部記号とその典型的な声域

計量記譜法では通常、さまざまな譜表でハ音記号とヘ音記号が使用される。ト音記号は、この時代を通じて使用頻度は低く、完全に日常的に使用されるようになったのは16世紀後半になってからである。音部記号は通常、加線の必要性を避けるために、特定の声の音域に一致するように選択される。ほとんどの声部では中央のCがその範囲内にあるため、ハ音記号が最も頻繁に使用される。混声合唱の場合、典型的な音部記号の組み合わせは、最低声部にバス記号、残りの声部にテノール記号、アルト記号、ソプラノ記号を配置する。キアヴェッテとして知られる別の配置では、各声部の音域が3分の1上にシフトされ、F3、C3、C2、G2音部記号が組み合わせられた。
音部記号は元々、多かれ少なかれその文字に似た形をしていたが、時代とともに装飾的な形に変化していった。ヘ音記号では、「F」の2本の横線は、縦棒の右に位置する2つのドットに変更された。この3つの要素はさらに変化させることができ、特に音符の頭のような形にすることが多かった。ハ音記号はほとんどの写本では単純な、しばしば正方形の「C」のような形のままであったが、その形は後の写本や特に16世紀の楽譜では中空の長方形や菱形になる傾向があった。ト音記号は、通常文字の上部に付けられる湾曲した装飾的なスワッシュを発達させ、最終的に現代的な形のループ状に進化した。
| ハ音記号 |
| ヘ音記号 |
| ト音記号 |

### 臨時記号
中世やルネサンス音楽では、臨時記号はしばしば書かれず、対位法やムシカ・フィクタの規則に従って演奏者が推測することに委ねられていた。明示的なシャープとフラットは、ピッチの即時の反復に適用され（もちろん小節線はない）、休符や間に挟まれた音によってキャンセルされる。また、ナチュラルの代わりに反対の記号によってキャンセルされることもある。
中世の記譜法では「柔らかいb」（）と「硬いb」（）という2つの臨時記号が使われていた。前者は現代のフラット記号（♭）と同じ形であったが、後者は現代のシャープ記号（♯）またはナチュラル記号（♮）に似た形で書くことができたが、これらの機能は今日のように区別されていなかった。柔らかいbは、ある音符の2つの半音階（例えば、B♮に対してB♭）のうち、低い方を選ぶ役割を果たし、硬いbは、高い方を選ぶ役割を果たした（例えば、B♮に対してB♭、F♯に対してF♮など）。このように、両方の記号の意味は、今日のナチュラル記号の意味と重なっている。
16世紀までは、五線譜の冒頭に調号として現れるのはフラット記号のみ（1つまたは最大2つのフラット）であった。どちらの変化記号も、臨時記号として現れることがあった。

## 現代での使用

ルネッサンスの作品、ジョスカンの「Domine, ne in furore」のモダンなスコアの始まりで、定量音楽のインキピットとメンスール線のレイアウトの使用を示している。(Full score;)

### 文字コード
| 記号 | Unicode | JIS X 0213 | 文字参照            | 名称                                                                       |
| ---- | ------- | ---------- | ------------------- | -------------------------------------------------------------------------- |
| 𝆶    | U+1D1B6 | -          | &#x1D1B6; &#119222; | Musical symbol maxima                                                      |
| 𝆷    | U+1D1B7 | -          | &#x1D1B7; &#119223; | Musical symbol longa                                                       |
| 𝆸    | U+1D1B8 | -          | &#x1D1B8; &#119224; | Musical symbol brevis                                                      |
| 𝆹    | U+1D1B9 | -          | &#x1D1B9; &#119225; | Musical symbol semibrevis white                                            |
| 𝆺    | U+1D1BA | -          | &#x1D1BA; &#119226; | Musical symbol semibrevis black                                            |
| 𝆹𝅥    | U+1D1BB | -          | &#x1D1BB; &#119227; | Musical symbol minima                                                      |
| 𝆺𝅥    | U+1D1BC | -          | &#x1D1BC; &#119228; | Musical symbol minima black                                                |
| 𝆹𝅥𝅮    | U+1D1BD | -          | &#x1D1BD; &#119229; | Musical symbol semiminima white                                            |
| 𝆺𝅥𝅮    | U+1D1BE | -          | &#x1D1BE; &#119230; | Musical symbol semiminima black                                            |
| 𝆹𝅥𝅯    | U+1D1BF | -          | &#x1D1BF; &#119231; | Musical symbol fusa white                                                  |
| 𝆺𝅥𝅯    | U+1D1C0 | -          | &#x1D1C0; &#119232; | Musical symbol fusa black                                                  |
| 𝇁    | U+1D1C1 | -          | &#x1D1C1; &#119233; | Musical symbol longa perfecta rest                                         |
| 𝇂    | U+1D1C2 | -          | &#x1D1C2; &#119234; | Musical symbol longa imperfecta rest                                       |
| 𝇃    | U+1D1C3 | -          | &#x1D1C3; &#119235; | Musical symbol brevis rest                                                 |
| 𝇄    | U+1D1C4 | -          | &#x1D1C4; &#119236; | Musical symbol semibrevis rest                                             |
| 𝇅    | U+1D1C5 | -          | &#x1D1C5; &#119237; | Musical symbol minima rest                                                 |
| 𝇆    | U+1D1C6 | -          | &#x1D1C6; &#119238; | Musical symbol semiminima rest                                             |
| 𝇇    | U+1D1C7 | -          | &#x1D1C7; &#119239; | Musical symbol tempus perfectum cum prolatione perfecta                    |
| 𝇈    | U+1D1C8 | -          | &#x1D1C8; &#119240; | Musical symbol tempus perfectum cum prolatione imperfecta                  |
| 𝇉    | U+1D1C9 | -          | &#x1D1C9; &#119241; | Musical symbol tempus perfectum cum prolatione perfecta [sic] diminution-1 |
| 𝇊    | U+1D1CA | -          | &#x1D1CA; &#119242; | Musical symbol tempus imperfectum cum prolatione perfecta                  |
| 𝇋    | U+1D1CB | -          | &#x1D1CB; &#119243; | Musical symbol tempus imperfectum cum prolatione imperfecta                |
| 𝇌    | U+1D1CC | -          | &#x1D1CC; &#119244; | Musical symbol tempus imperfectum cum prolatione imperfecta diminution-1   |
| 𝇍    | U+1D1CD | -          | &#x1D1CD; &#119245; | Musical symbol tempus imperfectum cum prolatione imperfecta diminution-2   |
| 𝇎    | U+1D1CE | -          | &#x1D1CE; &#119246; | Musical symbol tempus imperfectum cum prolatione imperfecta diminution-3   |